# Juana Díaz
Ne doit pas être confondu avec Juan Díaz.
Juana Diaz est une municipalité de Porto Rico (code international : PR.JD) s'étendant sur une superficie de 158 km2. Elle compte 46 538 habitants en 2020.

## Personnalités liées à la ville
- Holly Woodlawn (1946-2015), actrice transgenre Portoricaine (née Haroldo Santiago Franceschi Rodríguez Danhakl le 26 octobre 1946 à Juana Díaz) star d'Andy Warhol.
- Ángel Mangual (1947-2021), joueur de basseball Portoricain.